# Cztery (album Roberta Kasprzyckiego)
"Cztery" – Czwarty autorski album w dyskografii Roberta Kasprzyckiego ukazał się 04.10.2014r.  i miał premierę w radiowej Trójce. Prapremiera koncertowa odbyła się 26 września w klubie Rotunda w Krakowie. Płytę promowały single "Trzymaj się wiatru kochana", "Same zera" i "Rozmarynowa".

## Lista utworów
| 1.  | "Dzień Chwila Moment"        | 3:51    |
|     |                              |         |
| 2.  | "Trzymaj Się Wiatru Kochana" | 4:45    |
|     |                              |         |
| 3.  | "Tristessa"                  | 5:14    |
|     |                              |         |
| 4.  | "Brudne Czyny"               | 4:38    |
|     |                              |         |
| 5.  | "Jak Ocean"                  | 4:04    |
|     |                              |         |
| 6.  | "Dłużej Już Nie Mogłem"      | 4:52    |
|     |                              |         |
| 7.  | "Spadanie"                   | 5:10    |
|     |                              |         |
| 8.  | "Kłaniam Się Pani"           | 3:11    |
|     |                              |         |
| 9.  | "Martin Eden"                | 6:11    |
|     |                              |         |
| 10. | "Same Zera"                  | 3:52    |
|     |                              |         |
| 11. | "Upadam Żeby Wstać"          | 4:13    |
|     |                              |         |
| 12. | ”Myślę O Tobie Często"       | 5:10    |
|     |                              |         |
| 13. | "Rozmarynowa"                | 5:20    |
|     |                              |         |
| 14. | "Może Tak" - Bonus Track     | 4:56    |
|     |                              |         |
|     |                              | 1:05:27 |
|     |                              |         |

## Twórcy
- Robert Kasprzycki - wokal, gitara klasyczna, akustyczna, elektryczna
- Maksymilian Szelęgiewicz - gitary elektryczne
- Krzysztof Wyrwa - gitara basowa, warr guitar (1, 10)
- Adam Zadora - perkusja, instrumenty perkusyjne

Gościnnie:
- Przemek Sokół - flugelhorn, trąby, orkiestry dęte (3, 11, 14)
- Łukasz Kurzydło - instrumenty perkusyjne (3, 4, 5, 7, 9, 11, 12, 13)
- Alek Sito - piano (13, 14)

Autorem tekstów i muzyki jest Robert Kasprzycki, z wyjątkiem utworów:
1. – muzyka Robert Kasprzycki & Maksymilian Szelęgiewicz
8. – muzyka Robert Kasprzycki & Krzysztof Wyrwa
11. – muzyka Robert Kasprzycki & Krzysztof Wyrwa